# Беркієшу
Беркієшу (рум. Berchieșu) — село у повіті Клуж в Румунії. Входить до складу комуни Фрата.
Село розташоване на відстані 300 км на північний захід від Бухареста, 33 км на схід від Клуж-Напоки.

## Населення
За даними перепису населення 2002 року у селі проживали 758 осіб.
Національний склад населення села:
| Національність | Кількість осіб | Відсоток |
| -------------- | -------------- | -------- |
| румуни         | 652            | 86,0%    |
| угорці         | 62             | 8,2%     |
| цигани         | 43             | 5,7%     |

Рідною мовою назвали:
| Мова      | Кількість осіб | Відсоток |
| --------- | -------------- | -------- |
| румунська | 709            | 93,5%    |
| угорська  | 48             | 6,3%     |